# Вибухи в Євпаторії
Вибухи в Євпаторії почалися 26 серпня 2022 року в Євпаторії в тимчасово окупованому Росією Криму під час російського вторгнення в Україну.

## Перебіг подій
26 серпня в селищі Новоозерне поряд з Євпаторією спрацювала система ППО.
7 вересня в Євпаторії пролунало кілька вибухів. Тимчасова окупаційна влада РФ у регіоні заявила про спрацювання ППО і збиття кількох безпілотників.
23 листопада в місті пролунала серія потужних вибухів.
25 грудня в місті знову пролунали вибухи.